# Qianjiang (Hubei)

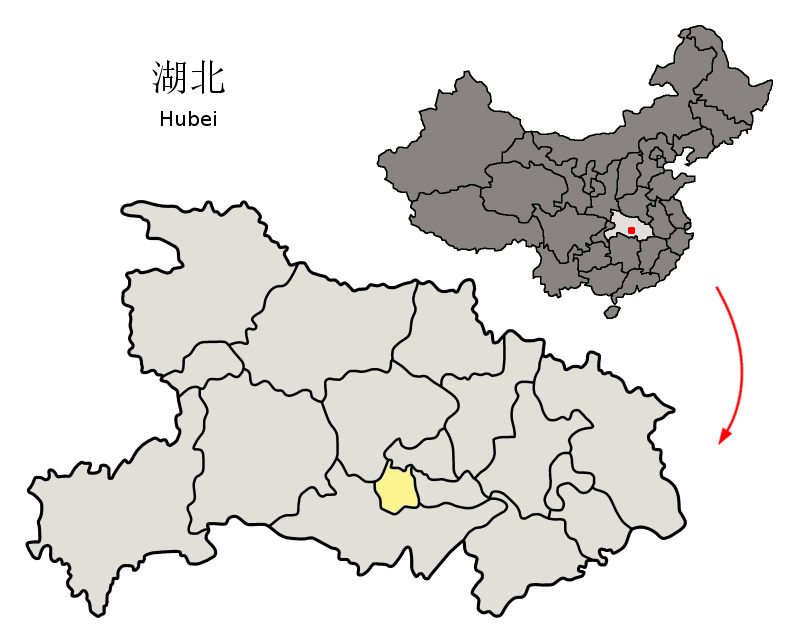
Lage von Qianjiang (gelb) in Hubei

Qianjiang (chinesisch 潜江市, Pinyin Qiánjiāng Shì) ist eine provinzunmittelbare, d. h. direkt der Provinzregierung unterstellte, kreisfreie Stadt der chinesischen Provinz Hubei. Sie hat eine Fläche von 2.004 km² und zählt 966.100 Einwohner (Stand: Ende 2019).
Qianjiang unterhält seit 1994 eine Städtefreundschaft mit Heidenheim an der Brenz.
Bei Qianjiang befindet sich das Jianghan-Ölfeld, eines der zehn größten Ölfelder in China.